# Plesiorobius canadensis
Plesiorobius canadensis (лат.) — ископаемый вид сетчатокрылых насекомых из рода Plesiorobius семейства Hemerobiidae. Обнаружен в верхнемеловом канадском янтаре (Grassy Lake, Medicine Hat, Альберта, Канада).
Длина заднего переднего крыла 5,40 мм.
Вид был впервые описан в 1986 году энтомологами Дж. Климачевским (Klimaszewski J.) и Д. Кеваном (D. K. M. Kevan).
Вместе с другими ископаемыми видами сетчатокрылых насекомых, такими как Plesiorobius sibiricus, Banoberotha enigmatica, Haploberotha persephone, Sinosmylites rasnitsyni, Ethiroberotha elongata, Scoloberotha necatrix, Iceloberotha kachinensis, Jersiberotha tauberorum, Dasyberotha eucharis, Araripeberotha fairchildi, Jersiberotha myanmarensis, Iceloberotha simulatrix являются одними из древнейших представителей беротид и всего отряда Neuroptera в целом, что было показано в 2011 году при ревизии палеофауны палеоэнтомологами Владимиром Макаркиным (Биолого-почвенный институт ДВО РАН, Владивосток) и его китайскими коллегами Ц. Яном и Д. Жэнем (Qiang Yang, Dong Ren; College of Life Sciences, Capital Normal University, Пекин, Китай). В 2016 году изменено систематическое положение (из Berothidae перенесён в состав Hemerobiidae).